# Scott Cawthon
Scott Cawthon est un développeur indépendant de jeux vidéo, infographiste et écrivain, connu notamment grâce à sa franchise Five Nights at Freddy's. Cawthon a aussi créé d'autres jeux et animations tel que Chipper & Son's Lumber Co., The Desolate Hope, et There is No Pause Button. Le jeu Five Nights at Freddy's a reçu une adaptation cinématographique en 2023. Celui-ci étant produit par les sociétés américaines Blumhouse et Universal Studios.

## Biographie

### Premiers travaux
Scott Cawthon est né le 4 juin 1978 aux États-Unis à Houston (Texas). Fervent chrétien, Cawthon a commencé sa carrière dans le développement de jeux en créant des jeux d'aventure chrétiens autofinancés. Le premier jeu professionnel de Cawthon s'appelait Iffermoon. Il a fréquenté l'Art Institute of Houston en 1996, où il a appris à créer des infographies, mais a appris lui-même à développer des jeux en utilisant le moteur Clickteam Fusion. Membre d'un groupe d'artistes chrétiens connu sous le nom de Hope Animation, Cawthon a également réalisé des films d'animation chrétiens,.
Les projets religieux les plus notables de Cawthon comprennent Pilgrim's Progress (2012) et The Desolate Hope (2012). Basé sur l'allégorie religieuse, Pilgrim's Progress est un jeu de type JRPG avec des ennemis tels que Belzébuth, Apollyon, Shame et Giant Despair. The Desolate Hope. Rock Paper Shotgun fait l'éloge de The desolate hope le décrivant comme s'apparentant à un "glorieux artefact des années 90, fabriqué à la main [et] bizarre". Kill Screen a écrit plus tard que les thèmes de l'aventure et du style artistique unique des premières œuvres de Cawthon réapparaîtraient dans certains de ses projets FNaF, tels que FNaF World (2016).
Après la sortie de Five Nights at Freddy's (2014), The Desolate Hope a reçu à la fois de l'attention et des critiques pour le message pro-vie perçu dans son intrigue, bien que Cawthon ait précisé plus tard que le jeu "n'a pas été conçu spécifiquement pour l'avortement".
Les jeux chrétiens de Cawthon furent généralement bien accueillis mais n'eurent pas suffisamment de succès financièrement pour subvenir aux besoins de sa femme et de ses deux enfants. Il arrêta à contrecœur de créer des jeux religieux et produisit à la place des jeux informatiques bon marché et des titres mobiles gratuits qui pourraient lui fournir une source constante de revenus qu'il complète avec un travail de caissier dans un magasin Target.
En 2013, Cawthon a soumis le jeu familial Chipper & Sons Lumber Co. à Steam Greenlight. Il s'agissait d'un titre de gestion des ressources mettant en vedette des animaux anthropomorphes ; le personnage du joueur était un castor. Cependant, les joueurs et les critiques tels que Jim Sterling ont ridiculisé le jeu parce qu'ils pensaient que les personnages étaient involontairement « effrayants » et ressemblaient à des animatroniques. Un écrivain[Qui ?] l'a décrit plus tard comme un exemple de vallée de l'étrange.
La situation financière de Cawthon et les critiques accablantes de Chipper & Sons lui causent alors une dépression, il pense alors qu'il a gâché sa vie en devenant développeur de jeux et tente d'exercer d'autres professions. Cawthon subit également une crise de foi, déclarant a propos de cette période : « Soit Dieu n'existait pas, soit Dieu me détestait. ». Cawthon decide alors de s'inspirer des critiques de Chipper & Sons et de créer intentionnellement un jeu plus effrayant. Ce qui motive la création de Five Nights at Freddy's.

### Five Nights At Freddy's

#### Jeux vidéo
Scott Cawthon a soumis Five Nights at Freddy's sur le système Greenlight de Steam à l'été 2014, publiant une bande-annonce puis une démo. Il soumet ensuite le jeu sur IndieDB, ou il gagne en popularité, et une troisième fois sur Desura. Le jeu est accepté sur Steam Greenlight en août 2014. Le jeu est bien accueilli par les critiques et devient le sujet de nombreuses vidéos populaires sur YouTube. Une suite, Five Nights at Freddy's 2, sort plus tard cette année-là sur Steam. Peu de temps après la sortie de Five Nights at Freddy's 2, Cawthon supprime toutes les informations de son site web personnel et les remplaces par des images teaser faisant la promotion de Five Nights at Freddy's 3.
Il sort Five Nights at Freddy's 4 en 2015, puis une mise à jour gratuite pour Halloween de la même année.
Il publie Fnaf World le 21 janvier 2016. Le jeu reçoit alors des critiques mitigées en raison de problèmes techniques, Cawthon prend la décision de retirer le jeu de Steam quatre jours plus tard. Une version modifiée est publiée gratuitement sur Game Jolt le 8 février.
Le 21 mai 2016, Cawthon publie une bande-annonce pour Five Nights at Freddy's: Sister Location, présentant deux nouveaux animatroniques ainsi que des variations sur le thème du cirque des personnages Foxy et Freddy de la série. Le jeu sort le 7 octobre 2016 et est bien accueilli. Cawthon publie la mise à jour « Custom Night » le 1er décembre, le « Golden Freddy Mode » est ajouté à la mise à jour peu de temps après[réf. nécessaire].
Le 3 juillet 2017, Cawthon annonce l'annulation d'un sixième opus principal de Five Nights at Freddy's, après avoir déclaré un mois plus tôt qu'un sixième jeu était en développement. Il déclare qu'il a trop négligé d'autres aspects de sa vie, mais qu'il n'a pas l'intention d'abandonner la série et qu'il envisage de développer un jeu dérivé de style FNaF World à l'avenir. Projet mis en pause avec la sortie de Freddy Fazbear's Pizzeria Simulator le 4 décembre 2017[réf. nécessaire].
Le 28 juin 2018, le septième opus principal de la série, Ultimate Custom Night, sort gratuitement sur Steam[réf. nécessaire].
Début 2019, Cawthon a annoncé qu'il avait conclu un accord avec le studio de jeux vidéo Steel Wool Studios, pour que ceux ci développent d'autres jeux Five Nights at Freddy's, tandis qu'il serait responsable des scénarios, de la conception des personnages et du gameplay. Le 28 mai 2019, Cawthon sorti le jeu de réalité virtuelle, Five Nights at Freddy's: Help Wanted pour PC et PlayStation VR. Une mise à jour DLC, Curse of Dreadbear, est publiée le 23 octobre 2019[réf. nécessaire].
Five Nights at Freddy's: Special Delivery  sort le 25 novembre 2019 sur iOS et Android[réf. nécessaire].
Le 8 août 2019, lors du cinquième anniversaire du premier jeu, Cawthon publie une nouvelle image sur son site Internet, teasant le dixième opus de la série. Le 22 avril 2020 suite a des leaks, Cawthon annonce que la sortie du jeu était prévue fin 2020. Le 13 juin 2020 Cawthon revele les design des personnages de Glamrock Chica et Roxanne Wolf via Reddit.
Le 21 août 2020, Cawthon annonce son intention d'aider à financer et à publier les jeux Five Nights at Freddy's développés par des fans, regroupés avec les versements précédents de leurs séries respectives. Il ne sera impliqué dans aucun des éléments créatifs mais apportera son soutien au marketing et à la publication ainsi qu'à l'obtention des licences appropriées. Les jeux annoncés comme inclus étaient la série One Night at Flumpty, la série Five Nights at Candy, The Joy of Creation: Ignited Collection (composé de l'original The Joy of Creation, The Joy of Creation: Reborn et The Joy of Création : Mode Histoire), Popgoes Evergreen (y compris le jeu prologue Popgoes Arcade) et Five Nights at Freddy's Plus, une réimagination du jeu original. Cawthon a déclaré que ces jeux seront probablement disponibles sur mobiles et consoles et pourraient même avoir des produits créés pour eux. Le premier jeu sorti dans le cadre de cette initiative est un portages de la serie des One Night at Flumpty's pour Android et iOS, sortant le 31 octobre et le 18 novembre 2020.
Le 16 juin 2021, Cawthon publie un message sur son site Web annonçant sa retraite du développement de jeux publics et exprimant sa gratitude envers ses abonnés pour leur soutien continu. Il declare qu'il souhaite prendre sa retraite afin de passer plus de temps avec ses enfants. Il annonce avoir l'intention de nommer un successeur pour garantir la continuité de la franchise Five Nights at Freddy's, tandis que lui-même continuera à occuper un rôle moindre dans son développement.
Le 18 octobre 2023, Cawthon sort son premier jeu vidéo depuis sa retraite, Freddy in Space 3 : Chica in Space, qui sort en cohérence avec la sortie du film Five Nights at Freddy's[réf. nécessaire].

#### Romans
En décembre 2015, Cawthon publie des teasers pour son premier roman, Five Nights at Freddy's: The Untold Story, rebaptisé plus tard Five Nights at Freddy's: The Silver Eyes. Le livre sort le 17 décembre 2015 sous forme de livre électronique pour Amazon. Selon Cawthon, le livre est sorti plus tôt que prévu en raison d'une erreur de la part d'Amazon. Le 24 juin 2016, Cawthon annonce qu'il avait conclu un contrat de trois livres avec Scholastic Corporation et que le premier livre (The Silver Eyes) serait réimprimé en livre de poche en octobre de la même année, les deuxième et troisième étant publiés en 2017 et 2018.
Le 27 juin 2017, le deuxième roman de Cawthon, Five Nights at Freddy's: The Twisted Ones, sort.
Le 29 août 2017, Cawthon a publié le premier guide officiel de Five Nights at Freddy's, intitulé The Freddy Files. Il contient des profils de personnages, des Easter Egg, des conseils pour jouer aux jeux et des théories issues de la franchise.
Le 26 décembre 2017, Cawthon publie le deuxième guide de Five Nights at Freddy's intitulé Survival Logbook. Contrairement aux versions précédentes du livre, Survival Logbook.
Le 26 juin 2018, le troisième roman de la série de livres Five Nights at Freddy's, Five Nights at Freddy's: The Fourth Closet, a été révélé sur Amazon et devait sortir le même jour.
Le 26 décembre 2019, le premier livre de la série de onze livres, Fazbear Frights #1 : Into the Pit, a été publié sur Amazon aux formats Kindle et livre de poche. Les dix livres suivants voient également leurs dates de sortie et leurs titres annoncés au fil du temps.

### Positions politiques
Lors de l'élection présidentielle américaine de 2020, Cawthon finance les campagnes de Tulsi Gabbard et Donald Trump. Il est critiqué pour ces financements et s'affirme dans une réponse comme « Républicain, chrétien et pro-vie ».

#### Image publique
En novembre 2019, Cawthon a annoncé qu'il créerait un jeu spécifiquement pour un événement de collecte de fonds pour l'hôpital de recherche pour enfants St. Jude organisé par YouTuber MatPat, qui jouerait au jeu avec ses collègues YouTubers Dawko et Markiplier lors d'une diffusion en direct. Le jeu, Freddy in Space 2, sort le 3 décembre sur Game Jolt et comprend des montants en dollars cachés qui dicteraient le montant que Cawthon donnerait après le flux. Il s'est vanté qu'un total de 500 000 $ US était disponible, mais a averti que c'était difficile et qu'il doutait qu'ils soient capables de tout trouver, car son testeur avait mis cinq heures pour terminer le jeu. À l’origine, le jeu disposait d’un créneau de deux heures à présenter dans le livestream ; cependant, Markiplier a continué à jouer après la fin du flux et a réussi à trouver un dernier montant caché de 100 000 $ US, ce qui a porté le montant total du don à 451 200 $ US. Cawthon a ensuite fait don de la totalité des 500 000 $ US à St. Jude's[réf. nécessaire].
En juin 2021, une controverse éclate lorsque ses dons politiques accessibles au public sont partagés sur Twitter. À l'exception d'un don au représentant du Parti démocrate Tulsi Gabbard, tous les dons de Cawthon étaient destinés à des politiciens du Parti républicain, dont le président américain Donald Trump. Il poste alors sur Reddit pour confirmer son soutien au Parti républicain, se décrivant comme pro-vie et déclarant avoir fait d'importants dons financiers à des candidats politiques conservateurs. Il a affirmé avoir été doxé et avoir reçu des menaces de violence et d'invasion de domicile après que ses dons aient été rendus publics. Quelques jours plus tard, Cawthon annonce son intention de s'éloigner du développement de jeux professionnels et de nommer quelqu'un d'autre pour assumer le contrôle créatif de la franchise,.

## Films
- Birdvillage (2003)
- A Mushsnail Tale (2003)
- Return To Mushsnail (2003)
- The Pilgrim Progress (2008)
- 2023 : Five Nights at Freddy's d'Emma Tammi

## Jeux
- Doofas (1994)
- The Misadventures of Sigfreid The Dark Elf (2003)
- Bogart (2003)
- Bogart 2 (2003)
- Elemage/Rpg Max 2 And Clipart (3d Cornerstore) (2003)
- Stellar gun (2003)
- Ships of Chaos (2003)
- M.o.o.n Robot (2003)
- Legacy of Flan (2003)
- Legacy of Flan 2 (2003)
- Legacy of Flan 3 (2003)
- Flanville (2004)
- Flanville 2 (2005)
- Legacy of White Whale (2005)
- Chup's Quest (2005)
- Legacy of Flan 4: Flan Rising (2007)
- The Desolate Room (2007)
- Iffermoon (2008)
- The Pilgrim's Progress (2011)
- The Desolate Hope (2012)
- Use Holy Water! (2013)
- Chipper and Sons Lumber Co. (2013)
- Cropple (2013)
- Forever Quester (2013)
- Slumberfish (2013)
- Golden Galaxy (2013)
- Fighter Mage Bard (2014)
- Fart Hotel (2014)
- Pogoduck (2014)
- Gemsa (2014)
- 8-Bit RPG Creator (2014)
- Shell Shatter (2014)
- Chubby Hurdles (2014)
- Sit N' Survive (2014)
- Kitty in the Crowd (2014)
- There Is No Pause Button! (2014)
- Rage Quit (2014)

Five Nights at Freddy's
- Five Nights at Freddy's (2014)
- Five Nights at Freddy's 2 (2014)
- Five Nights at Freddy's 3 (2015)
- Five Nights at Freddy's 4 (2015)
- FNAF World (2016)
- Five Nights at Freddy's: Sister Location (2016)
- Freddy Fazbear's Pizzeria Simulator (2017)
- Ultimate Custom Night (2018)
- Five Nights at Freddy's VR: Help Wanted (2019)
- Five Nights at Freddy's AR: Special Delivery (2019)
- Freddy in Space 2 (2019)
- Five Nights at Freddy's Security Breach (2021)
- Five Nights at Freddy's VR : Help Wanted 2 (2023)
- Five Nights at Freddy's: Secret of the Mimic (2025)

## Romans
- Five Nights at Freddy's: The Silver Eyes (2015)
- Five Nights at Freddy's: The Twisted Ones (2017)
- Five Nights at Freddy's: The Freddy's Files (2017)
- Five Nights at Freddy's: Survival Logbook (2017)
- Five Nights at Freddy's: The Fourth Closet (2018)
- Five Nights at Freddy's: The Freddy's Files [Updated Edition] (2019)
- Five Nights at Freddy's: Fazbear Frights #1: Into the Pit (2019)
- Five Nights at Freddy's: Fazbear Frights #2: Fetch (2020)
- Five Nights at Freddy's: Fazbear Frights #3: 1:35 AM (2020)
- Five Nights at Freddy's: Fazbear Frights #4: Step Closer (2020)
- Five Nights at Freddy's: Fazbear Frights #5: Bunny Call (2020)
- Five Nights at Freddy's: Fazbear Frights #6: Blackbird (2020)
- Five Nights at Freddy's: Fazbear Frights #7:The Cliffs (2021)
- Five Nights at Freddy's: Fazbear Frights #8:Gumdrop Angel (2021)
- Five Nights at Freddy's: Fazbear Frights #9:The Puppet Carve (2021)
- Five Nights at Freddy's: Fazbear Frights #10:Friendly Face (2021)
- Five Nights at Freddy's: Fazbear Frights #11:Prankster (2021)
- Five Nights at Freddy's: Fazbear Frights #12:Felix The Shark (2022)
- Five Nights at Freddy’s: The Freddy’s Files Ultimate Edition (2022)
- Five Nights at Freddy's: The Silver Eyes Graphic Novel Edition (2019)
- Five Nights at Freddy’s: The Twisted Ones Graphic Novel Edition (2021)
- Five Nights at Freddy's: The Fourth Closet Graphic Novel Edition (2021)